# حاجز مروري

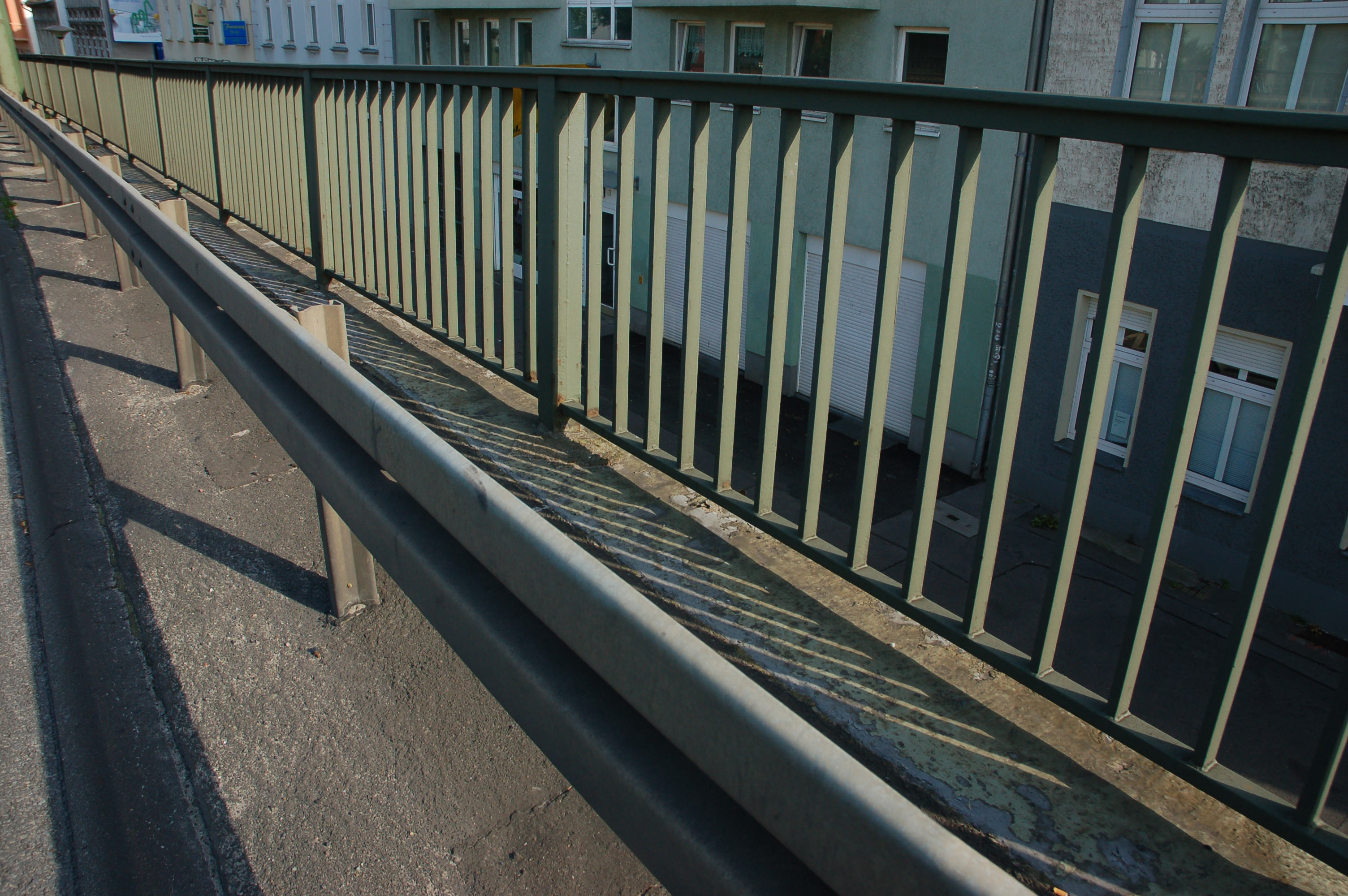
حاجز مروري

تُبقي الحواجز المرورية (تسمى أحيانًا الحواجز الجانبية، وتُعرف أيضًا في أمريكا الشمالية بالسياج الحاجز وفي بريطانيا بحواجز الاصطدام) المركبات على مسار الطريق وتمنعها من الاصطدام بعوائق خطيرة كالصخور ودعامات الإشارات المرورية والأشجار ودعامات الجسور والمباني والجدران وخزانات التجميع، أو من اجتياز المنحدرات الحادة (القابلة للاسترداد) أو الدخول إلى المياه العميقة.  توضع الحواجز في فواصل الطرق السريعة المقسمة لمنع السيارات المنحرفة من دخول طريق المرور المعارض والمساهمة في تقليل التصادمات الشديدة. تُعرف بعض هذه الحواجز، المُصممة لغرض الاصطدام بها من كلا الجانبين، بالحواجز الفاصلة. يمكن أيضًا استخدام حواجز المرور لحماية المناطق المعرضة للخطر كالباحات المدرسية، ومناطق المشاة، وخزانات الوقود من خطر المركبات المنحرفة.
عادة ما تُصمم الحواجز لتقليل الإصابات التي تلحق بالركاب، إلا أن الإصابات تحدث أثناء الاصطدام بحواجز المرور. يجب تثبيت الحواجز فقط في حالة احتمال أن يكون التصادم مع الحاجز أقل شدة من التصادم مع الخطر الكامن وراءه. يُفضل، إن أمكن، إزالة الخطر أو تغيير موقعه أو تعديله، عوضًا عن حمايته بحاجز.
تخضع حواجز المرور لاختبار محاكاة لتصادم شديد وعلى نطاق شامل قبل الموافقة عليها لغرض الاستخدام العام لضمان أمنها وفعاليتها. في حين أنه لا يمكن لاختبار التصادم محاكاة جميع أساليب الاصطدام، تُصمَّم برامج الاختبار لمعرفة حدود أداء حواجز المرور وتوفير مستوى مناسب من الحماية لمستخدمي الطريق.

## دواعي وجود الحواجز وكيفية تثبيتها
لا بد من تقييم مخاطر جوانب الطريق بسبب الخطر الذي تشكله على السائقين المسافرين تبعًا للحجم والشكل والشدة والمسافة التي تفصلها عن حافة طريق السفر. على سبيل الذكر، لا يوجد جدوى من العلامات الصغيرة المُثبتة على جانب الطريق وبعض العلامات الكبيرة (الركيزة الانفصالية المثبتة على الأرض) في حماية جانب الطريق في كثير من الأحيان، إذ قد يشكل الحاجز نفسه تهديدًا أكبر على السلامة والمنفعة العامة مقارنة بالعائق الذي يعتزم حمايته. في العديد من مناطق العالم، يؤخذ مفهوم المنطقة الخالية في الحسبان عند فحص مسافة عائق أو خطر من حافة طريق السفر.
تُعرَف المنطقة الخالية، والمعروفة أيضًا بمنطقة التعافي أو الخلوص الأفقي، (خلال دراسة) بأنها المسافة الجانبية  التي يمكن أن يسافر فيها سائق على منحدر قابل للاسترداد خارج طريق السفر ويعود بالمركبة إلى الطريق بأمان. عادة ما تُحدَّد هذه المسافة باعتبارها النسبة المئوية 85 في دراسة مقارنة بطريقة تحديد حدود السرعة على الطرق من خلال دراسات السرعة وتختلف هذه المسافة وفقًا لتصنيف الطريق. لتوفير السلامة الكافية في ظروف جوانب الطرق، يمكن وضع عناصر خطرة كالعوائق الثابتة أو المنحدرات الحادة خارج المنطقة الخالية لتقليل الحاجة إلى الحماية على الطريق أو التخلص منها.
المواقع الشائعة لتثبيت الحاجز المروري:
- نهايات الجسر
- بالقرب من المنحدرات الحادة من حدود الطرق
- عند معابر التصريف أو المجارير التي تحتوي على هبوطات شديدة أو عمودية
- بالقرب من الإشارات المرورية الكبيرة وأعمدة الإضاءة أو أي عناصر أخرى على جانب الطريق

عند وجود حاجة إلى حاجز، تُجرى حسابات دقيقة لتحديد مدة الحاجة. تراعي الحسابات سرعة حركة المرور التي تستخدم الطريق وحجمها، والمسافة الفاصلة بين حافة طريق السفر والخطر، والمسافة أو الإزاحة الفاصلة بين حافة طريق السفر والحاجز.